# Dallas Open 2023
Dallas Open 2023 byl tenisový turnaj hraný na mužském profesionálním okruhu ATP Tour, který se konal v Tenisovém komplexu Styslinger/Altec ležícím v areálu Jižanské metodistické univerzity. Druhý ročník Dallas Open probíhal na krytých dvorcích s tvrdým povrchem mezi 6. až 12. únorem 2023 v Dallasu. 
Turnaj dotovaný 822 585 dolary patřil do kategorie ATP Tour 250. Nejvýše nasazeným singlistou byl opět osmý hráč světa Taylor Fritz ze Spojených států. Posledním přímým účastníkem v hlavní singlové soutěži se stal americký 123. hráč žebříčku Christopher Eubanks. V důsledku invaze Ruska na Ukrajinu na konci února 2022 řídící organizace tenisu ATP, WTA a ITF s grandslamy rozhodly, že ruští a běloruští tenisté mohli dále na okruzích startovat, ale do odvolání nikoli pod vlajkami Ruska a Běloruska.
Titul z dvouhry vybojoval 23letý kvalifikant Wu I-ping, který se stal prvním Číňanem ve finále singlové soutěže na okruhu  ATP Tour, respektive v celé otevřené éře. Získal tak premiérovou singlovou trofej v této úrovni pro mužský čínský tenis. Jako první Číňan historie rovněž porazil člena elitní světové desítky žebříčku ATP poté, co v semifinále vyřadil Taylora Fritze. Čtyřhru ovládli Brit Jamie Murray s Novozéladanem Michaelem Venusem a odvezli si první společnou trofej.

## Rozdělení bodů a finančních odměn

### Rozdělení bodů
| Soutěž  | Soutěž      | vítězové | finalisté | semifinalisté | čtvrtfinalisté | 16 v kole | 32 v kole | Q  | Q2 | Q1 |
| ------- | ----------- | -------- | --------- | ------------- | -------------- | --------- | --------- | -- | -- | -- |
| dvouhra | [ 1 ] [ 6 ] | 250      | 150       | 90            | 45             | 20        | 0         | 12 | 6  | 0  |
| čtyřhra | [ 7 ]       | 250      | 150       | 90            | 45             | 0         | —         | —  | —  | —  |

### Finanční odměny
| Soutěž                                | Soutěž      | vítězové  | finalisté | semifinalisté | čtvrtfinalisté | 16 v kole | 32 v kole | Q2      | Q1      |
| ------------------------------------- | ----------- | --------- | --------- | ------------- | -------------- | --------- | --------- | ------- | ------- |
| dvouhra                               | [ 1 ] [ 6 ] | 112 125 $ | 65 405 $  | 38 450 $      | 22 280 $       | 12 940 $  | 7 905 $   | 3 955 $ | 2 155 $ |
| čtyřhra                               | [ 7 ]       | 38 960 $  | 20 850 $  | 12 230 $      | 6 830 $        | 4 020 $   | —         | —       | —       |
| částka ve čtyřhrách je uvedena na pár |             |           |           |               |                |           |           |         |         |

## Mužská dvouhra

### Nasazení
| Stát                          | Hráč              | ATP | Nasazení |
| ----------------------------- | ----------------- | --- | -------- |
| USA                           | Taylor Fritz      | 8.  | 1.       |
| USA                           | Frances Tiafoe    | 15. | 2.       |
| Kanada                        | Denis Shapovalov  | 27. | 3.       |
| Srbsko                        | Miomir Kecmanović | 34. | 4.       |
| USA                           | John Isner        | 42. | 5.       |
| USA                           | J. J. Wolf        | 48. | 6.       |
| USA                           | Marcos Giron      | 57. | 7.       |
| Francie                       | Adrian Mannarino  | 58. | 8.       |
| Žebříček ATP k 30. lednu 2023 |                   |     |          |

### Jiné formy účasti
Následující hráči obdrželi divokou kartu do hlavní soutěže:
- Liam Krall
- Jack Sock
- Denis Shapovalov

Následující hráči postoupili z kvalifikace:
- Brandon Holt
- Alex Rybakov
- Zachary Svajda
- Fernando Verdasco

Následující hráč postoupil z kvalifikace jako šťastný poražený:
- Gabriel Diallo

### Odhlášení
před zahájením turnaj
- Jenson Brooksby → nahradil jej  Steve Johnson
- Taró Daniel → nahradil jej  Gabriel Diallo
- Kwon Sun-u → nahradil jej  Michael Mmoh
- Jiří Lehečka → nahradil jej  Ceng Čchun-sin
- Brandon Nakashima → nahradil jej  Christopher Eubanks
- Reilly Opelka → nahradil jej  Wu I-ping
- Ben Shelton → nahradil jej  Denis Kudla

## Mužská čtyřhra

### Nasazení
| Stát                          | Hráč              | Stát               | Hráč            | ATP  | Nasazení |
| ----------------------------- | ----------------- | ------------------ | --------------- | ---- | -------- |
| Spojené království            | Jamie Murray      | Nový Zéland        | Michael Venus   | 50.  | 1.       |
| USA                           | Nathaniel Lammons | USA                | Jackson Withrow | 94.  | 2.       |
| Spojené království            | Julian Cash       | Spojené království | Henry Patten    | 127. | 3.       |
| Švédsko                       | André Göransson   | Japonsko           | Ben McLachlan   | 145. | 4.       |
| Žebříček ATP k 30. lednu 2023 |                   |                    |                 |      |          |

### Jiné formy účasti
Následující páry obdržely divokou kartu do hlavní soutěže:
- Mitchell Krueger /  Thai-Son Kwiatkowski
- Pranav Kumar /  Adam Neff

### Odhlášení
před zahájením turnaje
- Marcos Giron /  Brandon Nakashima → nahradili je  Christopher Eubanks /  Marcos Giron
- Reilly Opelka /  Ben Shelton → nahradili je  Radu Albot /  Jordan Thompson

## Přehled finále

### Mužská dvouhra
- Wu I-ping vs.  John Isner, 6–7(4–7), 7–6(7–3), 7–6(14–12)

### Mužská čtyřhra
- Jamie Murray /  Michael Venus vs.  Nathaniel Lammons /  Jackson Withrow, 1–6, 7–6(7–4), [10–7]